# Centruroides berstoni
Espèce
Centruroides berstoni est une espèce de scorpions de la famille des Buthidae.

## Distribution
Cette espèce est endémique du département d'Izabal au Guatemala. Elle se rencontre vers Livingston et Morales.

## Description
Le mâle holotype mesure 49,9 mm, les mâles mesurent de 43,7 à 50 mm et les femelles de 32,7 à 37,7 mm.

## Étymologie
Cette espèce est nommée en l'honneur de Hyman Maxwell Berston.

## Publication originale
- Goodman, Prendini, Francke & Esposito, 2021 : « Systematic Revision of the Arboreal Neotropical Thorellii Clade of Centruroides Marx, 1890, Bark Scorpions (Buthidae C.L. Koch, 1837) with Descriptions of Six New Species. » Bulletin of the American Museum of Natural History, no 452, p. 1-92 (texte intégral).